# Ernesto Silva Bafalluy
Ernesto Silva Bafalluy (Santiago, 19 de junio de 1948-ibídem, 8 de agosto de 2011) fue un economista, académico, investigador, empresario y político chileno. Destacó por ser un estrecho colaborador del economista y político de la UDI Joaquín Lavín en la elección presidencial de 1999-2000, cuando este fue derrotado por el socialista Ricardo Lagos. También alcanzó figuración como funcionario de la dictadura militar del general Augusto Pinochet y como rector de la Universidad del Desarrollo (UDD), cargo que mantenía el día de su fallecimiento, producto de un suicidio por asfixia.

## Biografía
Nacido en una familia católica, estudió, al igual que sus otros cinco hermanos hombres, en el Colegio del Verbo Divino de la capital, entidad en la que fue contemporáneo del dos veces presidente de la República, Sebastián Piñera. Sus tres hermanas mujeres, María Luisa, Adriana y Margarita, se formaron en el colegio Villa María Academy, también en la capital.
Su madre fue Adriana Bafalluy Vásquez, dueña de casa, y su padre Ernesto Silva Imperiali, abogado. Este último fue profesor de la Universidad de Chile, uno de los consejeros del Colegio de Abogados más jóvenes que ha pasado por este cuerpo, abogado integrante de la Corte Suprema durante los gobiernos de los presidentes Jorge Alessandri, Eduardo Frei Montalva y Salvador Allende,  árbitro en numerosas contiendas y en 1946 activo colaborador de la campaña presidencial del conservador Eduardo Cruz-Coke.
Entre sus hermanos destaca Máximo, ministro de Estado de Augusto Pinochet en 1982 y alto ejecutivo de empresas, y José Antonio, abogado, presidente de la Federación de Estudiantes de la Universidad Católica (FEUC) en 1989. Sus otros hermanos eran Francisco, Pedro Pablo y Cristián.
Casado desde 1973 con María Cristina Méndez Ureta, era padre de cuatro hijos, entre los que se contaba Ernesto, a la sazón, diputado de la República, y posterior presidente de la Unión Demócrata Independiente (UDI). Falleció en agosto de 2011 a consecuencia de un suicidio.

## Formación
Inició su actividad universitaria como alumno de medicina, pero al poco tiempo dio un brusco giro, pasando a la carrera de ingeniería comercial en la Pontificia Universidad Católica (PUC).
En 1970, apenas elegido el socialista Salvador Allende como jefe de Estado, inició gestiones para conseguir su traslado al extranjero, en un intento por evitar los efectos de la alta polarización que vivía el país. Así, antes de finalizar ese año se encontraba en Chicago, en cuya universidad homónima cursaría un máster en economía en compañía de otros chilenos, como Miguel Kast, a quien conocía de la PUC.

## Funcionario de la dictadura militar
En 1973 regresó intempestivamente a Chile debido al fallecimiento de su padre en mayo de ese año. Un mes más tarde se integró como profesor a la misma casa de estudios en que se formó, actividad donde iniciaría un vínculo que se prolongaría por más de treinta años con Joaquín Lavín, entonces alumno suyo.
Tras el golpe militar de septiembre de ese año, fue reclutado por el marino retirado Roberto Kelly con el fin de que se hiciera cargo del Departamento de Estudios y Planes de la estatal Oficina de Planificación Nacional (Odeplan).
En 1978 pasó a la vicepresidencia ejecutiva de la Comisión Chilena del Cobre (Cochilco), cargo que dejó un año después pasa asumir la gerencia general de Empresa Nacional de Petróleo (Enap). En esa firma le fue encomendada la tarea de recortar en un 40% la planilla de trabajadores y emprender el desarrollo económico de las reservas petroleras del país.
Dejó el Estado en 1983, en medio de un proceso de grave crisis institucional que implicó una pérdida de influencia de parte de los llamados Chicago Boys.

## Empresario
En agosto de ese año, recomendado por el empresario y dirigente gremial Eugenio Heiremans, a quien conoció mientras estaba en Odeplan durante una gira, asumió la gerencia general de la firma Refractarios Chilenos S.A. (Recsa).
En octubre de 1986 pasó a la gerencia general de la recién privatizada Ladeco, por sugerencia de los accionistas Sebastián Piñera y Guillermo Carey. Se mantuvo en esta responsabilidad hasta 1989, cuando pasó a su directorio.
La siguiente década la inició con un emprendimiento al que estaría vinculado hasta el día de su muerte: la UDD, la que fundó en Concepción en sociedad con Lavín, Cristián Larroulet, Federico Valdés y Carlos Alberto Délano. Con este último mantenía cercanía desde la universidad, la cual se consolidó tras el matrimonio de éste con su cuñada, Verónica Méndez Ureta.
En paralelo, pasó al sector eléctrico, puntualmente como gerente general de la generadora Empresa Eléctrica Pehuenche, ligada a Endesa, gestionada en ese entonces por un grupo que lideraba José Yuraszeck.
Tras la toma de control de esos activos por Endesa España pasó de la administración al directorio, a pedido de algunos inversionistas institucionales.
Al momento de suicidarse era presidente de AFP Cuprum, cargo que ejercía desde el 8 de junio de 2006, además de director de la Fundación Miguel Kast y director de la Asociación de AFP.

## Faceta política
Silva se hizo cercano al movimiento gremialista durante su época universitaria, cuando, de la mano de su hermano Máximo, conoció a Jaime Guzmán, después senador de la República. Junto a varios miembros de su familia, participó en 1983 en la fundación del Movimiento Unión Demócrata Independiente, al que perteneció hasta 1987 cuando junto a otros grupos conformó Renovación Nacional (RN). Tras la expulsión de Guzmán, pasó a integrar la nueva UDI, tienda en la cual militó el resto de su vida.
Dos años después, en las elecciones parlamentarias de 1989, debutó como asesor político de Lavín, en el fallido intento de éste por ser diputado por Las Condes, Vitacura y Lo Barnechea. Este lazo, ya estrecho, se consolidaría en nuevos procesos electorales, hasta alcanzar su cenit en la presidencial de 1999-2000, de cuya campaña fue tesorero.